# بوتش طومسون
بوتش طومسون (بالإنجليزية: Butch Thompson)‏ هو عازف جاز وعازف بيانو أمريكي، ولد في 1943 في مارين أون سانت كروا في الولايات المتحدة.

## وصلات خارجية
- الموقع الرسمي
- بوتش طومسون على موقع IMDb (الإنجليزية)
- بوتش طومسون على موقع ميوزك برينز (الإنجليزية)
- بوتش طومسون على موقع أول ميوزيك (الإنجليزية)
- بوتش طومسون على موقع ديسكوغز (الإنجليزية)